# Kieserita
La kieserita és un mineral descobert l'any 1861 de la classe dels sulfats, que rep el seu nom de Dietrich Georg Kieser (1779-1862). Pertany i dona nom al grup de la kieserita.

## Característiques
La kieserita és un sulfat hidratat de magnesi, de fórmula química MgSO₄(H₂O). Cristal·litza en el sistema monoclínic i es presenta massiva o en agregats granulars, incolora o de color blanc o groguenc. En contacte amb l'aire humit la kieserita s'hidrata i es recobreix d'una crosta blanca d'epsomita. Escalfat per sobre dels 200 °C perd la molècula d'aigua que conté. És fusible al bufador. La seva duresa és de 3,5 a l'escala de Mohs.
Segons la classificació de Nickel-Strunz, la kieserita pertany a «07.CB: Sulfats (selenats, etc.) sense anions addicionals, amb H₂O, amb cations de mida mitjana» juntament amb els següents minerals: dwornikita, gunningita, poitevinita, szmikita, szomolnokita, cobaltkieserita, sanderita, bonattita, aplowita, boyleita, ilesita, rozenita, starkeyita, drobecita, cranswickita, calcantita, jôkokuita, pentahidrita, sideròtil, bianchita, chvaleticeita, ferrohexahidrita, hexahidrita, moorhouseita, nickelhexahidrita, retgersita, bieberita, boothita, mal·lardita, melanterita, zincmelanterita, alpersita, epsomita, goslarita, morenosita, alunògen, meta-alunògen, aluminocoquimbita, coquimbita, paracoquimbita, rhomboclasa, kornelita, quenstedtita, lausenita, lishizhenita, römerita, ransomita, apjohnita, bilinita, dietrichita, halotriquita, pickeringita, redingtonita, wupatkiita i meridianiïta.

## Formació
La kieserita té el seu origen en dipòsits de sal trobats a Alemanya. Aquests dipòsits es van formar fa 230 milions d'anys, quan grans àrees d'Alemanya van ser cobertes per aigua de mar. Durant la formació de Zechstein, un període amb un clima calent i sec, l'aigua de llacunes d'aigua salada que va ser aïllada de l'oceà per barres superficials es va evaporar i la sal va cristal·litzar. Amb el procés d'evaporació, els carbonats (pedra de calç i dolomita) i els sulfats (guix i anhídrids) van sedimentar primer, seguit per la sal roca (NaCl).
Finalment, el potassi i el magnesi de les sals es van cristal·litzar i dipositar. Aquest procés va ocórrer contínuament per diverses afluències d'aigua salada, formant diversos dipòsits de sal. Més tard, van ser coberts per gruixudes capes d'argila, que van protegir els dipòsits del desgast per l'acció atmosfèrica.
A principis de 2005, la Mars Express va descobrir evidències de kieserita al Valles Marineris (el canó més gran de Mart), juntament amb guix i d'altres sulfats polihidratats, una evidència directa del passat aquós de Mart.